# Thomism

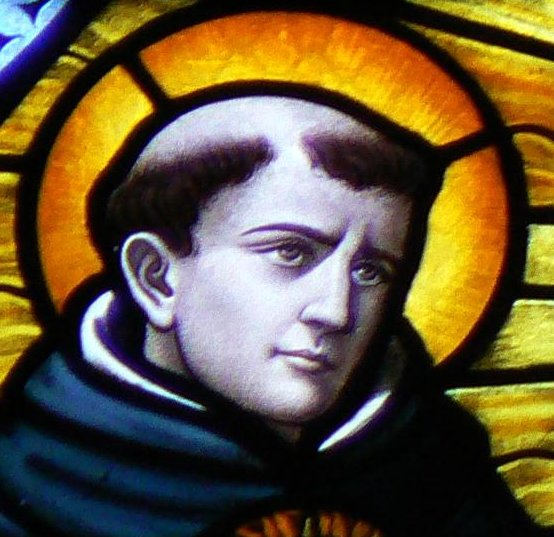
Thomas Aquinas (k. 1225 -1274)

Thomism là trường phái triết học phát sinh như một di sản của công việc và tư tưởng của Thomas Aquinas (1225-1274), triết gia, nhà thần học và tiến sĩ của Giáo hội. Trong triết học, những câu hỏi và bình luận gây tranh cãi của Aquinas về Aristotle có lẽ là tác phẩm nổi tiếng nhất của ông.
Công đồng Vatican II đã mô tả hệ thống của Aquina là "Triết lý vĩnh hằng".

## Triết lý

### Tổng quan
Thomas Aquinas nắm giữ và thực hành nguyên tắc rằng Chân lý phải được chấp nhận cho dù nó được tìm thấy ở đâu. Học thuyết của ông đã rút ra từ các triết gia Hy Lạp, La Mã, Hồi giáo và Do Thái. Cụ thể, ông là một người thực tế (tức là không giống như những người hoài nghi, ông tin rằng thế giới có thể được biết đến như vậy). Ông thường khẳng định Aristotle quan điểm 's với lập luận độc lập, và phần lớn là theo ngôn ngữ và siêu hình học của. Ông đã viết bình luận toàn diện về Aristotle, và trân trọng gọi Aristotle đơn giản là "Nhà triết học".
Ông cũng tuân thủ một số nguyên tắc tân sinh, ví dụ: "hoàn toàn đúng là có thứ gì đó về cơ bản là tốt và cơ bản là tốt, mà chúng ta gọi là Thiên Chúa,... [và rằng] mọi thứ đều có thể được gọi là tốt và là một thực thể, như nó tham gia vào bằng cách đồng hóa nhất định... " 

### 24 Luận văn Thomism
Với sắc lệnh Postquam Sanctuarytissimus ngày 27 tháng 7 năm 1914,  Giáo hoàng Pius X tuyên bố rằng 24 luận án được xây dựng bởi "các giáo viên từ các tổ chức khác nhau... rõ ràng chứa đựng các nguyên tắc và suy nghĩ quan trọng hơn" của Aquinas. Những người đóng góp chính cho tuyên bố chính thức của Giáo hội về "24 luận đề" của Thomism bao gồm triết gia Dominican và nhà thần học Edouard Hugon của Đại học Giáo hoàng Saint Thomas Aquinas, <i id="mwQg">Angelicum</i> và nhà triết học dòng Tên Guido Mattiussi của Giáo hoàng.